# Бисбинг, Генри Синглвуд
Генри Синглвуд Бисбинг (англ. Henry Singlewood Bisbing, 1849, Филадельфия США — 1933, Ледьярд, штат Коннектикут США) — художник-анималист, пейзажист, гравер.

## Биография
Первоначально обучался в Пенсильванской Академии изящных искусств. В 1872 году работал гравером в Нью-Йорке в Art Journal и Aldine. Помещал в 1872—1873 г. иллюстрации в издании «Hayden Survey reports».
Затем продолжил профессиональную подготовку, уехав в 1876 году учиться в Мюнхенской Академии художеств. После Мюнхена обучался в Брюсселе под руководством известного анималиста де Хааса, а затем в Париже, где и провел долгие годы жизни.
Ежегодно совершал летние творческие поездки по Франции (чаще всего в Этапль) и Голландии (Зволле).
Основная тема картин Бисбинга — наполненные солнечным светом, яркие пейзажи Франции и Голландии с группами животных, чаще всего коров.
Главную часть своих произведений создал в Европе, поэтому на американском континенте менее известен.
Был членом Парижского Общества американских художников.

## Выставки и награды
Работы Бисбинга отмечены многочисленными наградами и часто выставлялись, например, на парижских Салонах (золотые медали в 1891 и 1900 гг.), в Пенсильванской Академии изящных искусств, где он получил золотую медаль, а также в Национальной академии дизайна в Нью-Йорке, Институте искусств в Чикаго, «колумбовской» выставке в Чикаго (серебряная медаль в 1893 году), Carnegie International в Питсбурге и на Панамериканской выставке в Буффало(медаль за 1901 год).
Правительство Франции наградило его офицерским орденом Почётного легиона.
Картины Бисбинга сейчас можно найти в коллекциях Пенсильванской Академии изящных искусств,  Mulhouse Museum, национальной галерее Берлина, Музее изящных искусств в Нанте и др.